# Přípravné řízení
Přípravné řízení je jedna z fází trestního řízení. Hlavním smyslem přípravného řízení je prověřit podezření ze spáchání trestného činu, shromáždit o činu a jeho pachateli přesvědčivé důkazy, aby na závěr této fáze trestního řízení mohla být podána státním zástupcem obžaloba k soudu prvního stupně.

## Orgány činné v trestním řízení
1. Policejní orgán
2. Státní zástupce
3. Soud

Všechny vyjmenované subjekty se svou činností různou měrou podílejí na průběhu a výsledku přípravného řízení

### Úloha policie v přípravném řízení
Přípravné řízení se obecně dále dělí na prověřování a vyšetřování. Policie hraje v obou klíčovou roli. Prověřuje všechny okolnosti, které nasvědčují spáchání trestného činu – zejména přijatá oznámení o spáchání trestného činu. Zároveň sama vlastní operativní činností přispívá k odhalování dosud skryté (latentní) kriminality. Pokud zjištěné informace nasvědčují tomu, že se skutek stal a že ho spáchala konkrétní osoba zahájí Usnesením o sdělení obvinění dle § 160 odst.1 trestního řádu trestní stíhání pro konkrétní trestný čin (vyšetřování). Jestliže se policejní orgán domnívá, že dosud získané a shromážděné důkazy v dostatečné míře potvrzují, že se skutek stal, je trestným činem a že jej spáchala konkrétní osoba, prostřednictvím Návrhu na podání obžaloby předá státnímu zástupci kompletní spis.

### Úloha státního zástupce
Státní zástupce je obecně v přípravném řízení považován za garanta zákonnosti. Pouze on má pravomoc povolit policii některé zásahy, které významnou měrou zasahují do práv a svobod jednotlivce. Kromě toho může státní zástupce policejní orgán úkolovat, žádat doplnění spisu nebo některé vyšetřovací úkony provést sám. Po ukončení vyšetřování policií je spis předán státnímu zástupci. Pokud státní zástupce neshledá žádné formální či obsahové nedostatky, podává obžalobu vůči konkrétnímu obviněnému k soudu prvního stupně. Tím fakticky přípravné řízení končí a trestní řízení se posouvá do fáze řízení před soudem.

## Zkrácené přípravné řízení
Zkrácené přípravné řízení /ZPŘ/ představuje zvláštní formu přípravného řízení, při které nedochází k zahájení trestního stíhání obviněného. ZPŘ lze konat o trestných činech náležejících v prvním stupni do příslušnosti okresního soudu, na něž zákon stanoví trest odnětí svobody s horní hranicí nepřevyšující 5 let (§179a odst. 1. TŘ). Lhůta ke skončení ZPŘ je 14 dnů, počíná běžet sdělením podezření – jedná se o obdobu zahájení trestního stíhání. Lhůtu 14 dnů lze na základě souhlasu státního zástupce prodloužit, nejdéle však o 10 dnů. Po obdržení zprávy od policejního orgánu, státní zástupce podá soudu návrh na potrestání. Výsledkem ZPŘ je trestní příkaz, proti kterému lze podat do 8 dnů odpor. Je-li odpor podán oprávněnou osobou v zákonné lhůtě, trestní příkaz se ve věci ruší a nařizuje se hlavní líčení.
Existuje i zkrácené přípravné řízení, které se koná ve lhůtě 48 hodin. V této lhůtě podá státní zástupce soudu návrh na potrestání obviněného. Soud má dalších 24 hodin na to, aby ve věci rozhodl. Buď rozhodne o vazbě obviněného nebo se souhlasem státního zástupce a obviněného ve věci nařídí hlavní líčení. V takovém případě může být obviněný potrestán již ve lhůtě tří dnů od spáchání trestného činu. O tom, který ze způsobů zkráceného přípravného řízení policejní orgán využije rozhoduje státní zástupce na základě informací, které mu policejní orgán k věci a osobě pachatele předá.
Podrobnější dělení přípravného řízení
1. úkony před zahájením trestního stíhání – tzv. prověřování
2. zahájení trestního stíhání – stadium vyšetřování
3. podání obžaloby, případně jiné rozhodnutí